# Капишников, Николай Алексеевич
Николай Алексеевич Капишников (16 мая 1919, село Усть-Ануй (затем Быстроистокский район), Алтайский край, РСФСР, СССР — 14 сентября 2000, п. Мундыбаш, Таштагольский район, Кемеровская область, Россия) — руководитель школьного оркестра русских народных инструментов в посёлке Мундыбаш Кемеровской области. Заслуженный работник культуры РСФСР и Заслуженный учитель школы РСФСР.

## Биография
Родился 16 мая 1919 года в селе Усть-Ануй, Быстроистокского района, Алтайского края в крестьянской семье. В 1931 году семья переехала в посёлок МундыбашТаштагольского района Сибирского края на новостройку. Учебу в 10 классе совмещал с работой учителем русского языка.
В 1938 году поступил на литературный факультет Томского педагогического института. Во время учебы пел в институтском хоре, выступал чтецом на художественных смотрах, преподавал немецкий язык в школе № 8 г. Томска. В январе 1942 года (досрочный выпуск) окончил институт и был направлен в родную школу на работу.
В августе 1942 года был мобилизован на военную службу , воевал на 3-м Белорусском фронте в 45-й артиллерийской дивизии. а в декабре 1944 года был уволен с военной службы как ограниченно годный, а затем и снят с военного учета.
С января 1945 года работал учителем русского языка и литературы в Мундыбашской средней школе.
В 1947 году организовал школьный оркестр русских народных инструментов, существующий и в настоящее время. В 1970 году оркестр был отмечен на IX конференции Международного общества музыкального образования в Москве как коллектив, достойный всеобщего подражания. В 1981 году насчитывалось 278 его бывших участников. На базе этого оркестра в посёлке в 1969 году основана музыкальная школа, преобразованная в 1979 в школу искусств и в 1999 году получившая имя Н.А. Капишникова.

## Награды и звания
- Орден Почёта (1999)[5];
- Орден Ленина (1990)[6];
- орден Трудового Красного Знамени;
- медаль «За победу над Германией в Великой Отечественной войне 1941 - 1945 гг.»;
- Заслуженный учитель школы РСФСР;
- Заслуженный работник культуры РСФСР;
- Почётный гражданин Кемеровской области;
- Герой Кузбасса (посмертно).